# Teguh Karya
Teguh Karya né le 22 septembre 1937 à Pandeglang et mort le 11 décembre 2001 à Jakarta, est un réalisateur indonésien.

## Biographie
Débutant sa carrière de comédien au théâtre, il fait ses débuts en tant que réalisateur avec Wadjah Seorang Laki-Laki, sorti trois ans plus tard. Il a ensuite réalisé de nombreux films acclamés par la critique, dont Cinta Pertama, Badai Pasti Berlalu et Novembre 1828. En 2001, Karya est décédée des complications d'un accident vasculaire cérébral de 1998.
Karya ne s'est jamais mariée, bien qu'il soit sorti occasionnellement. Lorsqu'on lui a demandé pourquoi, il a dit que là-bas, tout le monde avait des «chambres» en eux, pour l'art, les amis, la campagne et d'autres choses; l'ordre dans lequel ces chambres étaient remplies était différent pour chaque personne.